# Chapelle Sainte-Marie-du-Chêne de Plobsheim
La chapelle Sainte-Marie-du-Chêne est un monument historique situé à Plobsheim, dans le département français du Bas-Rhin.

## Localisation
Ce bâtiment est situé à Plobsheim.

## Historique
L'édifice fait l'objet d'une inscription au titre des monuments historiques depuis 1930.

## Architecture

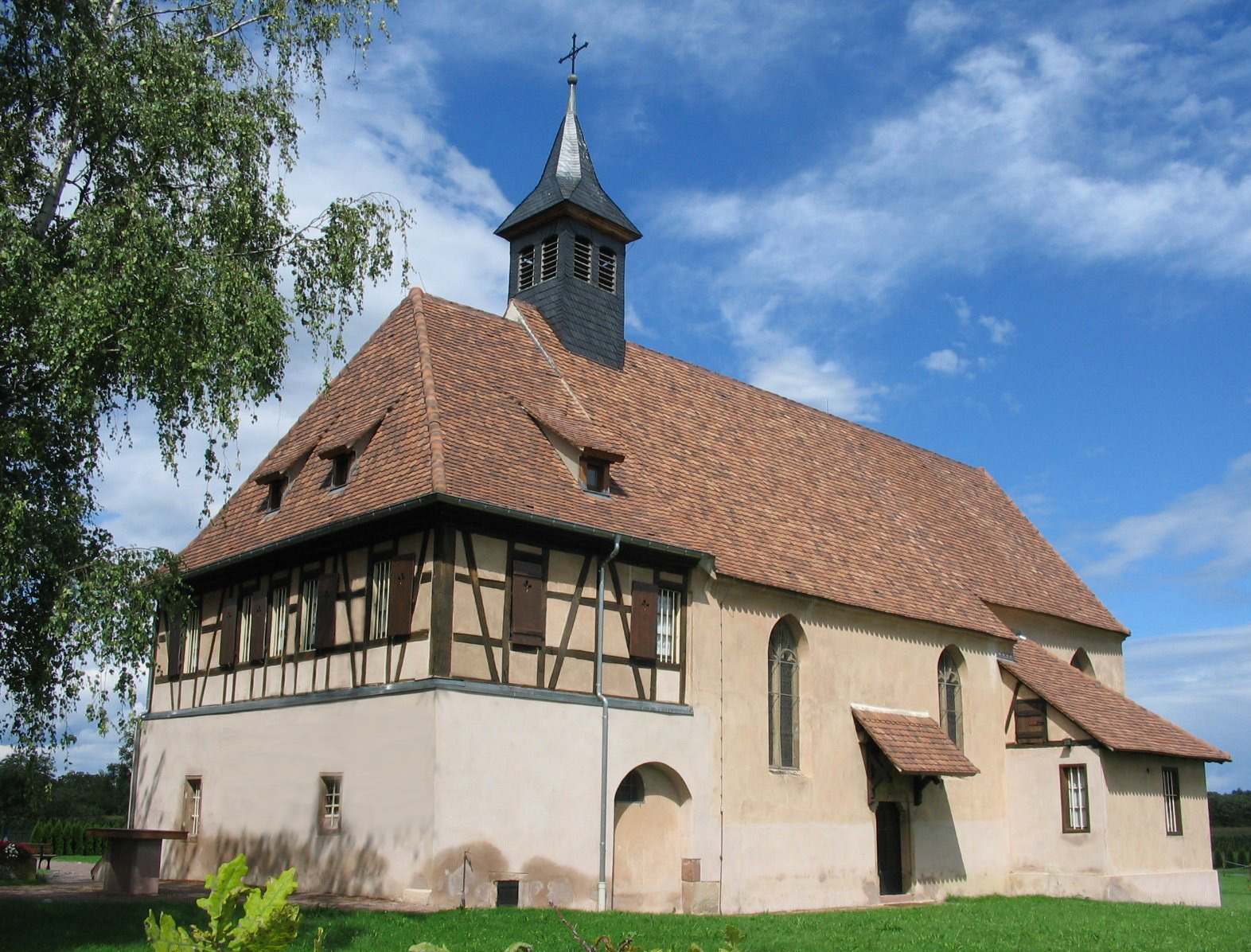
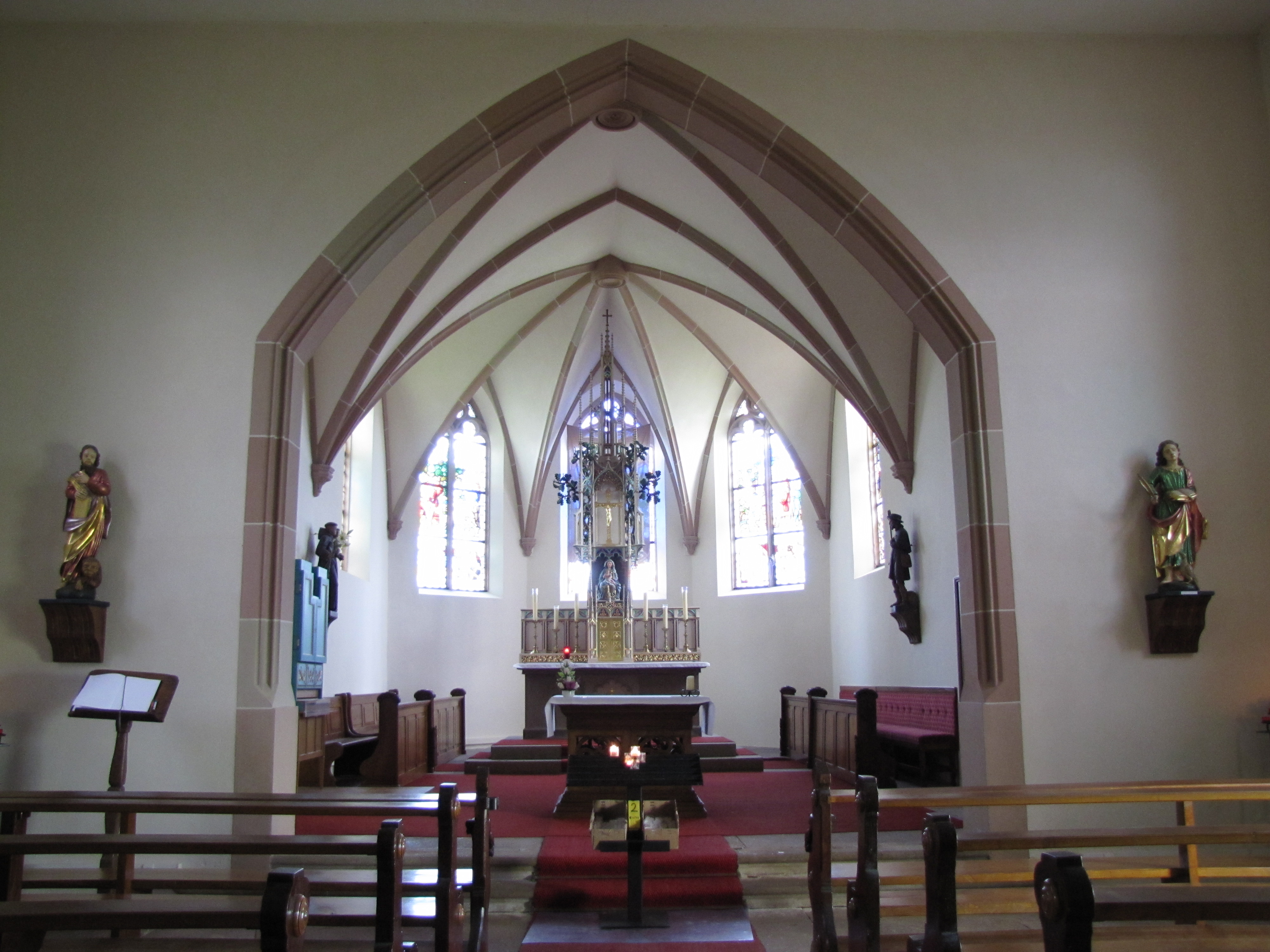
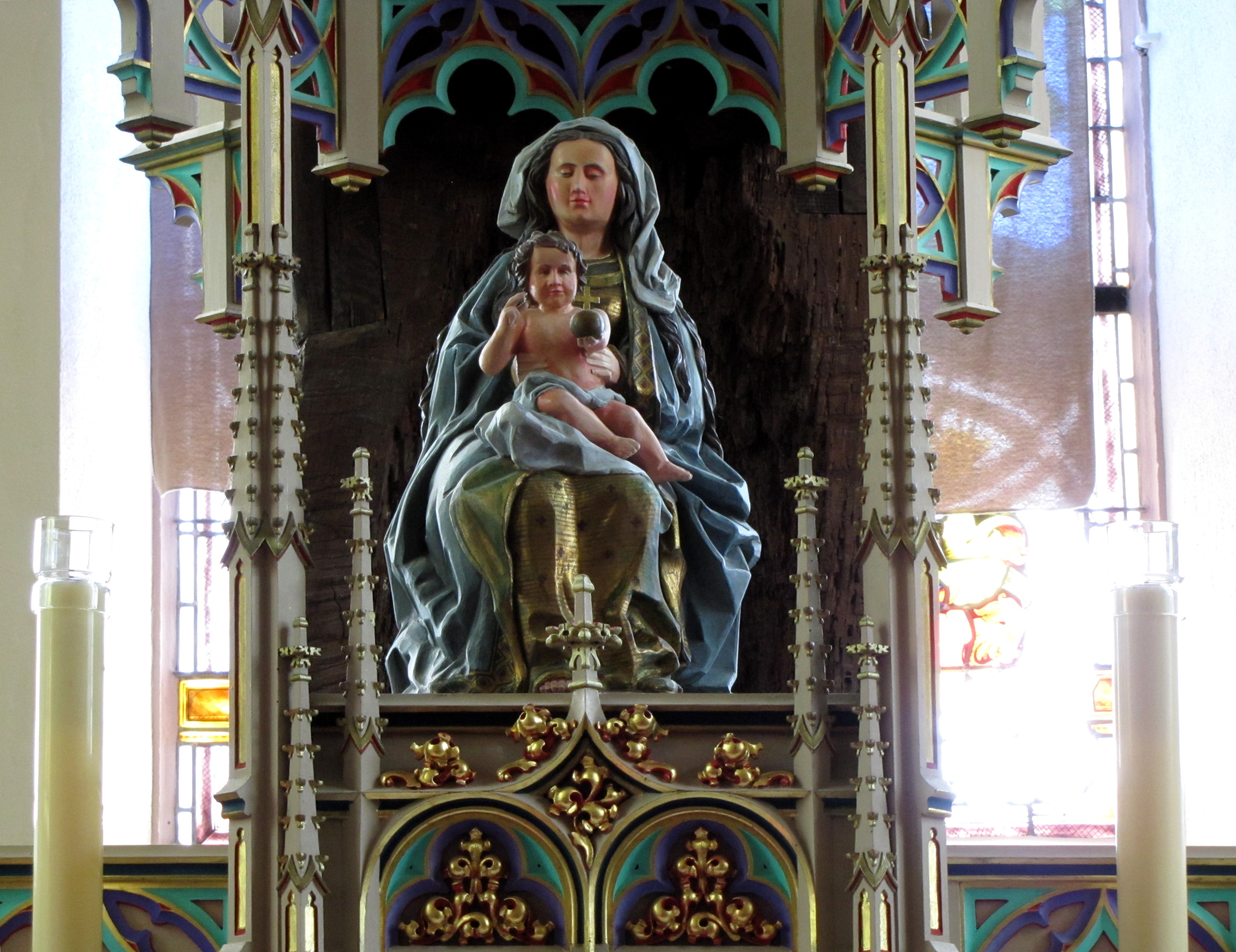
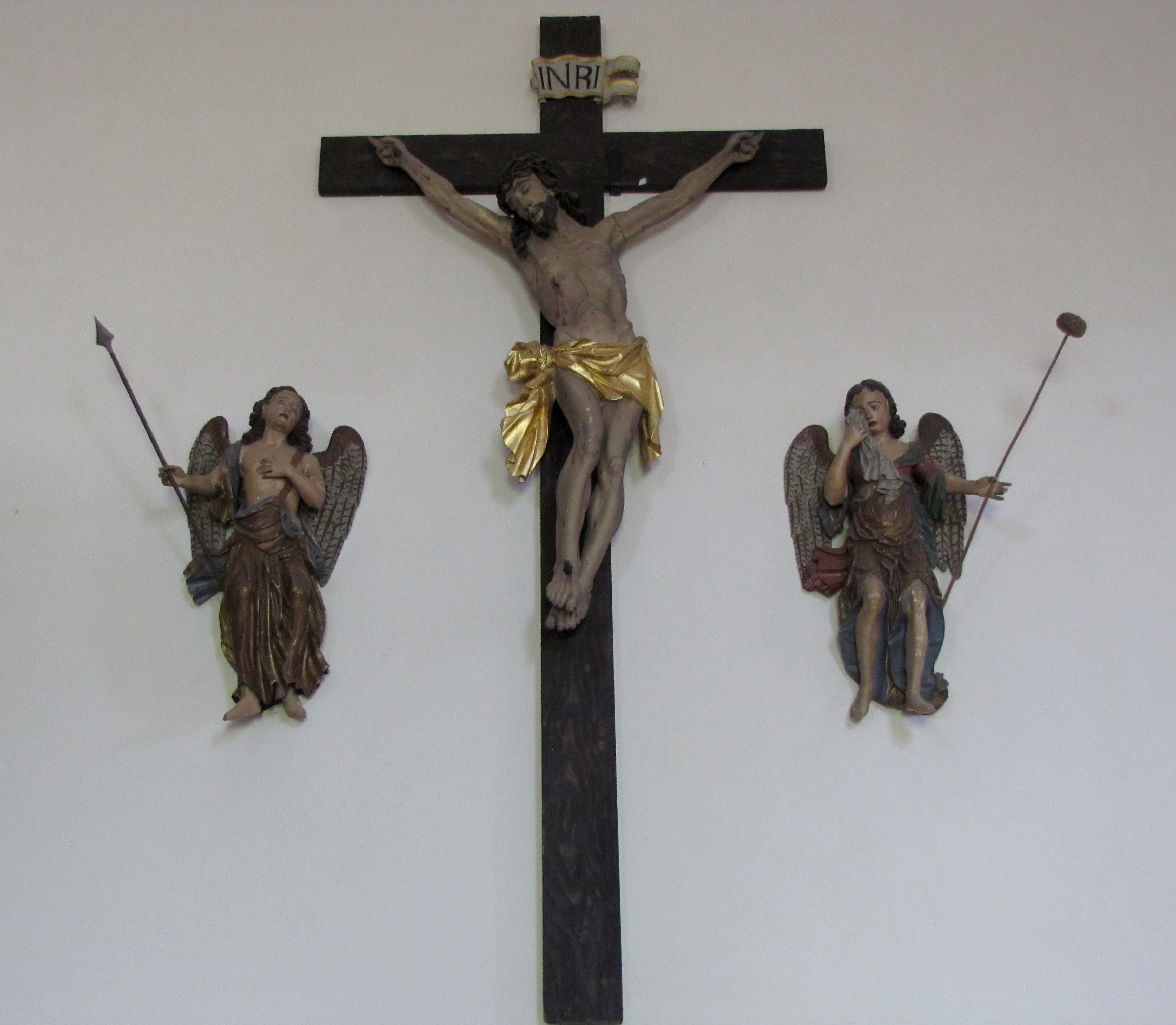